# Кубок Чехії з футболу 1993—1994
Кубок Чехії з футболу 1993–1994 — 1-й розіграш кубкового футбольного турніру в Чехії після здобуття країною незалежності. Титул здобула Вікторія Жижков.
| Раунд            | Дата                            | Матчі | Клуби     |
| ---------------- | ------------------------------- | ----- | --------- |
| Попередній раунд |                                 | 13    | 125 → 112 |
| Перший раунд     |                                 | 48    | 112 → 64  |
| 1/32 фіналу      |                                 | 31    | 64 → 32   |
| 1/16 фіналу      |                                 | 16    | 32 → 16   |
| 1/8 фіналу       | 6 жовтня 1993 - 31 березня 1994 | 8     | 16 → 8    |
| 1/4 фіналу       | 27 квітня 1994                  | 4     | 8 → 4     |
| 1/2 фіналу       | 11 травня 1994                  | 2     | 4 → 2     |
| Фінал            | 13 червня 1994                  | 1     | 2 → 1     |

## 1/8 фіналу
| Команда 1                  | Рахунок      | Команда 2          |
| -------------------------- | ------------ | ------------------ |
| 6 жовтня 1993              |              |                    |
| Шварц (Бенешов)            | 1:2          | Вікторія (Пльзень) |
| Бобі (Брно)                | 4:0          | Світ (Злін)        |
| Лібуш                      | 0:1          | Банік (Острава)    |
| Слован (Ліберець)          | 0:1          | Сігма (Оломоуць)   |
| Градець-Кралове            | 0:1          | Вікторія Жижков    |
| Богеміанс (Прага)          | 0:0 пен. 6:5 | Ковкор (Вітковіце) |
| Славія (Прага)             | 6:1          | Петра (Дрновіце)   |
| 31 березня 1994            |              |                    |
| Арматурка (Усті-над-Лабем) | 0:7          | Спарта (Прага)     |

## 1/4 фіналу
| Команда 1       | Рахунок | Команда 2          |
| --------------- | ------- | ------------------ |
| 27 квітня 1994  |         |                    |
| Вікторія Жижков | 4:0     | Вікторія (Пльзень) |
| Банік (Острава) | 2:1     | Бобі (Брно)        |
| Спарта (Прага)  | 1:0     | Богеміанс (Прага)  |
| Славія (Прага)  | 2:1     | Сігма (Оломоуць)   |

## 1/2 фіналу
| Команда 1       | Рахунок | Команда 2      |
| --------------- | ------- | -------------- |
| 11 травня 1994  |         |                |
| Вікторія Жижков | 3:1     | Славія (Прага) |
| Банік (Острава) | 0:2     | Спарта (Прага) |

## Фінал
| 13 червня 1994 |

| Вікторія Жижков        | 2:2      | Спарта (Прага)           |
| ---------------------- | -------- | ------------------------ |
| Трвал 79', 120' (пен.) | Протокол | Гунда 40' Костелник 104' |

| Стадіон Евжена Рошицького, Прага Глядачів: 7 011 Арбітр: Петр Мадл |

|  |     | Пенальті |
|  | 6:5 |          |